# Пшенична галообразуваща нематода
Пшеничните галообразуващи нематоди (Anguina tritici) са вид secernentea от семейство Tylenchidae.
Таксонът е описан за пръв път от Йохан Георг Щайнбух през 1799 година.